# Condensado de Bose-Einstein

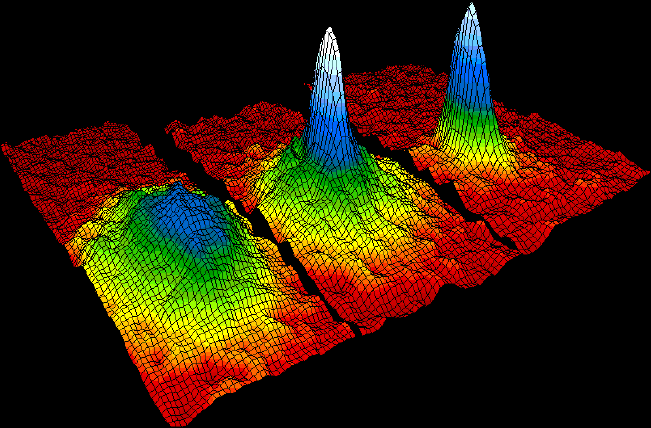
Distribución de momentos que confirma la creación de un nuevo estado de agregación de la materia, el condensado de Bose-Einstein. Datos obtenidos en un gas de átomos de rubidio, la coloración indica la cantidad de átomos a cada velocidad, con el rojo indicando la menor y el blanco indicando la mayor. A la izquierda se observa el diagrama inmediato anterior al condensado de Bose-Einstein y al centro el inmediato posterior. A la derecha se observa el diagrama luego de cierta evaporación, con la sustancia cercana a un condensado de Bose-Einstein puro. El pico no es infinitamente angosto debido a la relación de indeterminación de Heisenberg: dado que los átomos están confinados en una región del espacio, su distribución de velocidades posee necesariamente un cierto ancho mínimo. La distribución de la izquierda es para T > Tc (sobre 400 nanokelvins (nK)), la central para T < Tc (sobre 200 nK) y la de la derecha para T << Tc (sobre 50 nK).

En física,   condensado de Bose-Einstein es el estado de la materia que se da en ciertos materiales a temperaturas cercanas a 0 K (cero absoluto). La propiedad que lo caracteriza es que una cantidad macroscópica de las partículas del material pasan al nivel de mínima energía, denominado estado fundamental. El condensado es una propiedad cuántica que no tiene análogo clásico. Debido al principio de exclusión de Pauli, solo las partículas bosónicas pueden tener este estado de agregación: si las partículas que se han enfriado son fermiones, lo que se obtiene es un líquido de Fermi. En junio de 2020, científicos de la Estación Espacial Internacional lograron sintetizar el condensado de Bose-Einstein, conocido como quinto estado de agregación de la materia, en condiciones de microgravedad.

## Primeros desarrollos
En la década de 1920, Satyendra Nath Bose y Albert Einstein publican conjuntamente un artículo científico acerca de los fotones de luz y sus propiedades. Bose describe ciertas reglas para determinar si dos fotones deberían considerarse idénticos o diferentes. Esta se llama la condensado' de Bose - Einstein.
Einstein aplica estas reglas a los átomos preguntándose cómo se comportarían los átomos de un gas si se les aplicasen estas reglas. Así descubre los efectos que vienen del hecho de que a muy bajas temperaturas la mayoría de los átomos están al mismo estado cuántico, que sería el menos energético posible.
Imagínese una taza de té caliente, las partículas que contiene circulan por toda la taza. Sin embargo cuando se enfría y queda en reposo, las partículas tienden a ir en reposo hacia el fondo. Análogamente, las partículas a temperatura ambiente se encuentran a muchos niveles diferentes de energía. Sin embargo, a muy bajas temperaturas, una gran proporción de estas alcanza a la vez el nivel más bajo de energía, el estado fundamental.
La agrupación de partículas en ese nivel inferior se le llama Condensado de Bose-Einstein (BEC, por sus siglas en inglés), porque la demostración está hecha de acuerdo con las ecuaciones de Einstein. Lo que seguramente no pudo imaginar es lo extraño que se vería una masa de materia con todos sus átomos en un solo nivel. Esto significa que todos los átomos son absolutamente iguales. No hay medida que pueda diferenciar uno de otro. Se trata de un estado de coherencia cuántica microscópico.

## Desarrollo teórico de la condensación de Bose-Einstein
Sea un gas degenerado (esto es, alejado de la aproximación clásica de la estadística de Maxwell-Boltzmann y, por tanto, donde tiene relevancia la distinción entre fermiones y bosones). Considérese que los únicos grados de libertad son traslacionales.
El número promedio de partículas en un estado cuántico {\displaystyle r} (o número de ocupación) viene dado por:

(1){\displaystyle \langle n_{r}\rangle ={\frac {1}{e^{\beta (\varepsilon _{r}-\mu )}-1}}}

donde {\displaystyle \beta ={\frac {1}{k_{B}T}}} siendo {\displaystyle k_{B}} la constante de Boltzmann.
Esta función tiende a infinito cuando el argumento de la exponencial se aproxima a cero y decae rápidamente a temperaturas mayores. Esto se debe a que los bosones no cumplen el principio de exclusión de Pauli y por tanto puede haber infinidad de ellos en el mismo estado cuántico individual.
Si el sistema tiene {\displaystyle N} partículas, entonces la suma de todas las partículas que se encuentren en cada estado cuántico {\displaystyle r} es igual al total.

(2){\displaystyle N=\sum _{r}{\frac {1}{e^{\beta (\varepsilon _{r}-\mu )}-1}}}

Si el sistema es cerrado, la relación [2] permite definir el potencial químico {\displaystyle \mu }.
Supóngase, además, que el nivel mínimo de energía accesible para una partícula es {\displaystyle \varepsilon _{r}=0}. Esto es admisible ya que coincide con el menor valor de la energía que puede tener un gas de partículas con grados traslacionales de libertad.
Esta imposición obliga a que {\displaystyle \mu (T)\leq 0}, ya que de lo contrario se obtendrían números medios de ocupación negativos lo cual no tiene sentido físico.
Supóngase que la diferencia entre dos niveles consecutivos de energía es tan pequeña que se puede aproximar el sumatorio por una integral.
Conviene separar el cálculo del número total de partículas en dos partes, una que de cuenta de aquellas cuyo valor de la energía es el propio del estado fundamental, y otro distinta de cero para los estados excitados. De no hacerlo se llegaría a una contradicción, como se verá.

{\displaystyle N=N_{0}+N^{\prime }}

El número de partículas cuya energía es distinta de cero viene dada por la siguiente expresión, donde {\displaystyle \rho (E)} es la función de distribución, que informa del número de partículas con energía comprendida entre {\displaystyle E} y {\displaystyle E+dE}.

{\displaystyle N^{\prime }=\int _{0}^{\infty }\rho (E){\frac {1}{e^{\beta (E-\mu )}-1}}dE}

Se puede demostrar que la función de distribución viene dada por:

{\displaystyle \rho (E)=g_{s}{\frac {2\pi V}{h^{3}}}(2m)^{\frac {3}{2}}{\sqrt {E}}}

siendo {\displaystyle g_{s}} el grado de degeneración, {\displaystyle V} el volumen del sistema, {\displaystyle h} la constante de Planck, {\displaystyle m} la masa de los bosones y {\displaystyle E} la energía.
De tal manera que,

{\displaystyle N^{\prime }=\int _{0}^{\infty }g{\frac {2\pi V}{h^{3}}}(2m)^{\frac {3}{2}}{\sqrt {E}}{\frac {1}{e^{\beta (E-\mu )}-1}}dE=g_{s}{\frac {2\pi V}{h^{3}}}(2m)^{\frac {3}{2}}\int _{0}^{\infty }{\frac {E^{1/2}}{e^{\beta (E-\mu )}-1}}dE}

Haciendo el cambio de variable {\displaystyle z=\beta E} , y considerando el estado de temperatura crítica {\displaystyle T_{c}} , donde {\displaystyle \mu =0} se tiene:

{\displaystyle =g_{s}{\frac {2\pi V}{h^{3}\beta ^{\frac {3}{2}}}}(2m)^{\frac {3}{2}}\int _{0}^{\infty }{\frac {z^{1/2}}{e^{z}-1}}dz}

Utilizando que:

{\displaystyle \int _{0}^{\infty }{\frac {u^{x-1}}{z^{-1}e^{u}-1}}du=\Gamma (x')g_{x}(z)} para x > 1.

donde:
- {\displaystyle \Gamma (x')} es la función Gamma de Euler,
- {\displaystyle g_{x}(z)} es la función zeta de Riemann y
- {\displaystyle {\frac {1}{\lambda _{DB}^{3}}}={\frac {2\pi }{h^{3}\beta ^{\frac {3}{2}}}}(2m)^{\frac {3}{2}}} es la longitud de onda de De'Broglie:

Se llega a que:

{\displaystyle N^{\prime }=g_{s}{\frac {\Gamma (3/2)Vg_{3/2}(z)}{\lambda _{DB}^{3}}}}

De modo que:

(3){\displaystyle N^{\prime }=g_{s}{\frac {(2m\pi )^{3/2}V}{h^{3}}}g_{3/2}(z)(kT)^{3/2}}

{\displaystyle N'} es {\displaystyle N'_{max}}, el número máximo de partículas que el sistema puede tener a una temperatura dada en los estados excitados.
Esto permite definir la llamada temperatura de Bose, o temperatura crítica, en la cual: {\displaystyle \mu (T_{0})=0}. La función de Riemman está acotada: {\displaystyle 0<g_{\frac {3}{2}}(z)<g_{\frac {3}{2}}(1)=\zeta _{\frac {3}{2}}}, así:

{\displaystyle {\frac {N^{\prime }}{V}}<g_{s}{\frac {\zeta _{\frac {3}{2}}}{\lambda _{DB}^{3}(T)}}}

siendo una relación de igualdad el caso límite o crítico. Ese caso límite se da a la temperatura crítica {\displaystyle T_{0}}:
{\displaystyle T_{0}={\frac {h^{2}}{2m\pi k}}\left({\frac {N}{gV\zeta (3/2)}}\right)^{2/3}}
Si se hubiera tomado únicamente la expresión [3], se tendría que:

{\displaystyle {\frac {N}{V}}\sim T^{3/2}}

Lo cual haría que en {\displaystyle T=0} no pudiera existir un gas de bosones, lo cual contradice la experiencia. Por eso se ha dividido el cálculo en dos partes.
Si se divide la ecuación [3] por la densidad total del sistema se obtiene que:

{\displaystyle {\frac {N'_{max}}{N}}=\left({\frac {T}{T_{0}}}\right)^{3/2}}

A temperaturas mucho mayores que {\displaystyle T_{0}}, este cociente es mayor que la unidad. Esto significa que nuestro sistema admite más bosones en los estados excitados de los que se tienen actualmente. 
A temperaturas menores que {\displaystyle T_{0}} el cociente es menor que la unidad. Eso significa que muchas de las partículas constituyentes de nuestro sistema se han ido al estado fundamental al no poder haber tantas en los estados excitados.

{\displaystyle N_{0}={\frac {1}{e^{-\beta \mu }-1}}}

Es el otro sumando, el número de partículas en el estado fundamental. En {\displaystyle T<T_{0}} se verifica que {\displaystyle N'\approx N'_{max}} de modo que:

{\displaystyle N_{0}=N-N'\simeq N-N'_{max}=N\left(1-{\frac {N'_{max}}{N}}\right)=N\left[1-\left({\frac {T}{T_{0}}}\right)^{3/2}\right]}

Aquí se ve como cuando {\displaystyle T\rightarrow 0}, {\displaystyle N_{0}\rightarrow N}. Es decir, los bosones se agrupan en el estado fundamental.
Este fenómeno se conoce como condensación de Bose-Einstein. La denominación puede inducir a error pues no se trata de una condensación como un gas clásico. Cuando un gas ideal clásico cambia de estado gaseoso a líquido se dice que se condensa, en ese caso disminuye su volumen (o aumenta su densidad). En el condensado de Bose, en cambio, no hay disminución de volumen.
Representando en el espacio fásico {\displaystyle (q,p)} de posiciones y momentos conjugados el condensado de un gas corriente, se observa que las posiciones y momentos de las partículas se agrupan en el entorno de {\displaystyle q=0} (eje horizontal), mientras que en el condensado de Bose esta agrupación se produce en torno a {\displaystyle p=0} (eje vertical).

## Obtención en laboratorio
Eric Cornell y Carl Wieman lograron en 1995 por primera vez, enfriar átomos al más bajo nivel de energía, menos de una millonésima de Kelvin por encima del cero absoluto, una temperatura muy inferior a la mínima temperatura encontrada en el espacio exterior. Utilizaron el método de enfriamiento por láser, haciendo que la luz rebote en los átomos, con más energía que su impacto sobre los mismos. Cuando los fotones rebotan en el átomo, el electrón en el átomo que absorbe el fotón salta a un nivel superior de energía y rápidamente salta de regreso a su nivel original, expulsando el fotón de nuevo, logrando el descenso de su temperatura.
Para que ello suceda se necesita el color (o frecuencia) exacta de láser para la clase de átomo a enfriar. Finalmente, la sustancia se enfría aún más con la evaporación magnética de los átomos con más energía. Consiste en dejar escapar del confinamiento magnético a los átomos más energéticos, que al hacerlo se llevan consigo más energía de la que les corresponde, logrando así dejar dentro los de más baja temperatura.

## Superfluidez y superconductividad
La superconductividad es un ejemplo de condensado. En ésta son los pares de Cooper (asociaciones de una pareja de electrones) los que se comportan como un bosón y decaen al nivel fundamental. La superconductividad está caracterizada por la ausencia de resistencia eléctrica.
La superfluidez es otro ejemplo de condensado. El helio cuando se enfría se licúa, si se sigue enfriando los átomos de helio (que son bosones) descienden al nivel de mínima energía, el 0 Kelvin. Esto hace que los átomos no adquieran energía por fricción, lo que hace que no se disipe energía por movimiento. El resultado es un plano horizontal infinitamente estrecho; como lo que pasa en el interior de las supernovas cuando su periodo vital se agota y se transforman en agujeros negros.
Se le atribuye un efecto cuántico macroscópico óptico al condensado Bose-Einstein de átomos de sodio que, al inducirle electromagnéticamente el estado de translucidez, tiene la propiedad de reducir la velocidad de la luz en forma asombrosa. Hasta 20 millones de veces su velocidad en el vacío, equivalente a 17 metros por segundo (m/s).

## Influencia en la cultura popular
En Spectral (2016), una película estadounidense de ciencia ficción y acción dirigida por Nic Mathieu y protagonizada por James Badge Dale, Max Martini, Emily Mortimer y Bruce Greenwood; científicos de Moldavia (Europa del Este), asesorados por ingenieros moleculares, crean cuerpos con ingeniería derivada del condensado de Bose-Einstein. Aparentemente invencibles, estos cuerpos, o espectrales, atacan a una ciudad devastada por la guerra y amenazan con abalanzarse sobre la humanidad y asolarla. En una misión de rescate, un ingeniero contratista del pentágono, Mark Clyne (James Badge Dale), es enviado desde Washington D. C. a Moldaviaa. para ayudar a identificar este tipo de tecnología.